# Sea-Doo

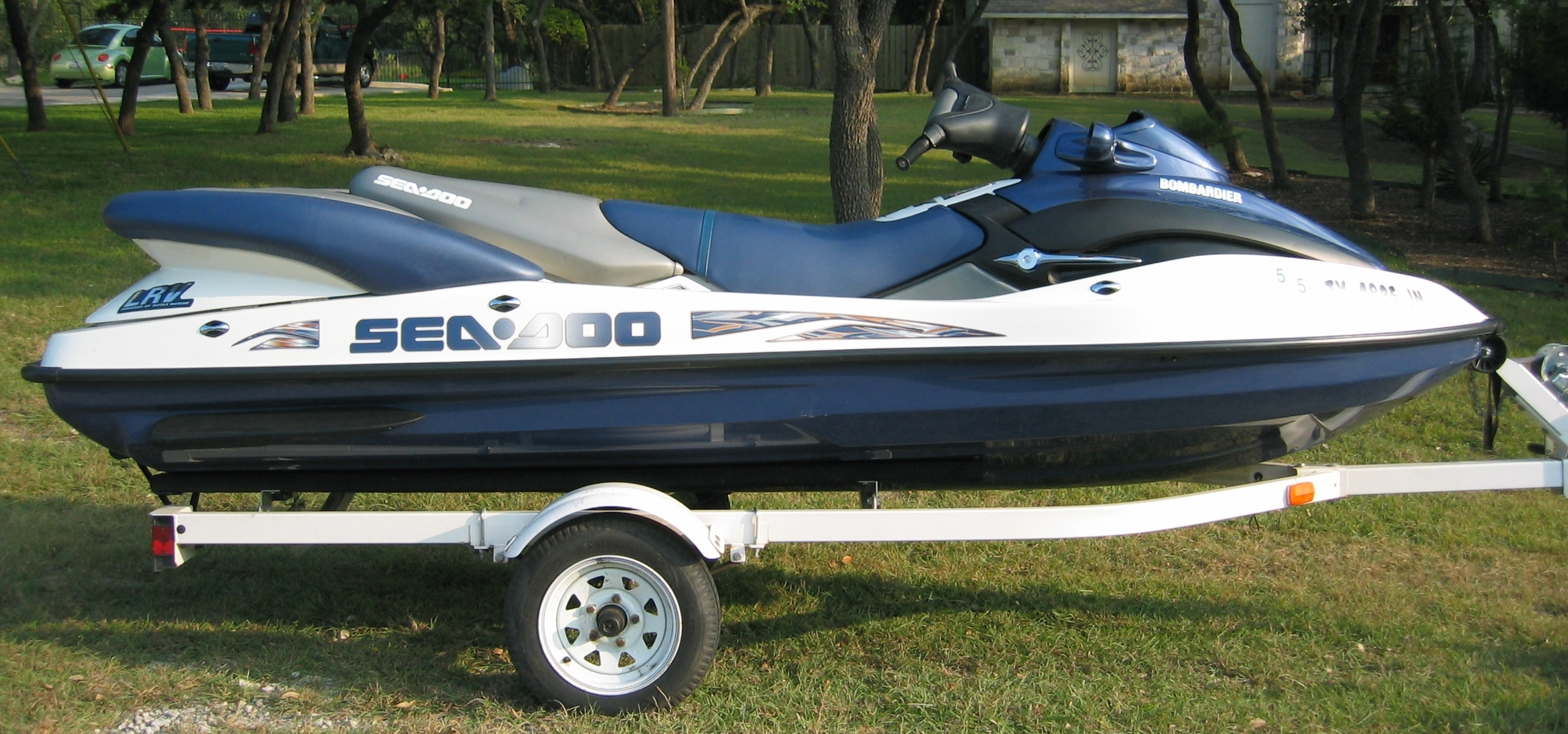
En Sea-Doo-skoter, notera Bombardier-logotypen framför styret.

Sea-Doo, även Sea Doo, är ett varumärke för vattenskotrar som ägs av Bombardier Recreational Products (BRP). Namnet är härlett från varumärket Ski-Doo för Bombardiers snöskotrar, som har en längre historia inom nuvarande BRP. 
Den första Sea-Doon lanserades 1968 men modellen upphörde efter ett par år på marknaden. Bombardier återlanserade Sea-Doo 1988.